# Server

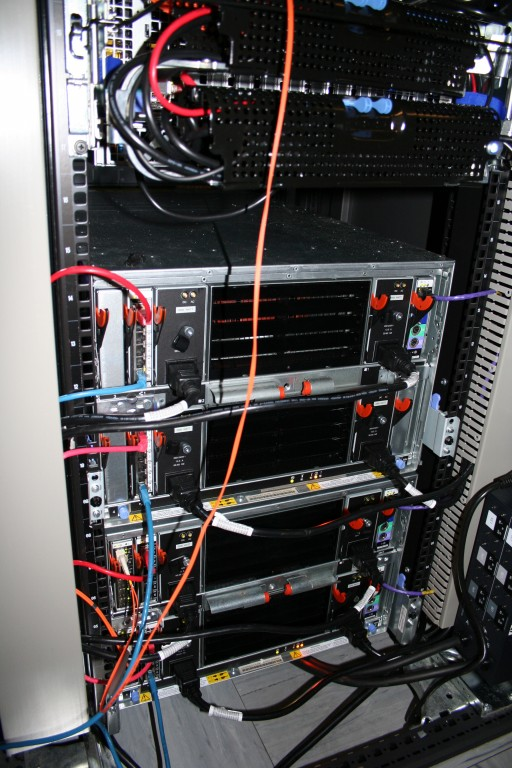
Serverdator för "My Opera" monterad i 19" rack.

En värddator eller server är ett datorsystem som betjänar andra system, klienter, ofta över ett datornätverk. Också varje nätansluten dator kan betraktas som en värd. Beroende på sammanhang kan ”server” syfta på en fysisk dator eller en viss programvara den kör.

## Värddator på Internet
I Internet-tekniken betraktas varje dator som en värd (engelska host), då de är värdar för programvara (serverprogram såväl som klientprogram). Begreppet är en kvarleva sedan tiden innan det fanns persondatorer, utan endast mini- och stordatorer var anslutna till Internet, som vanligen var fleranvändarsystem.
Denna användning av ordet förekommer i Internet-standarder och liknande tekniska sammanhang, men är ovanlig i dagligt tal.

## Serverprogram
Serverprogram är datorprogram avsedda att betjäna andra program. De körs inte direkt av en enskild användare. Serverprogram kan betjäna andra program på samma dator eller klienter som tar kontakt över Internet eller annan dataförbindelse. Termerna daemon (Unix), Service (Windows) och TSR (DOS) har liknande betydelse.
Tjänster som ofta erbjuds av särskilda serverdatorer på Internet inkluderar E-post, World Wide Web och DNS. Exempelvis webbservrar är ofta i sin tur klienter till en databas-server på samma dator.
Det är vanligt att också persondatorer kör serverprogram åtkomliga från nätet, till exempel för IP-telefoni eller fildelning. I hem med flera nätanslutna datorer kan någon av datorerna vid sidan om fungera som egentlig serverdator, och sköta till exempel säkerhetskopiering, utskrifter och e-post för alla datorerna i det lokala nätet.

## Serverdator
Serverdator är en bred term, och alla datorer kan spela rollen som sådan i något sammanhang. Ofta så avses dock en dator som är avsedd för serverbruk som är bättre utrustad och kraftfullare än vanliga datorer för hemmabruk, eller en dator vars huvudsakliga uppgift är att köra något serverprogram. En server kan tilldelas ett flertal olika arbetsuppgifter, i vissa fall utför den ett stort antal uppgifter samtidigt.